# Stockenroth
Stockenroth is een plaats in de Duitse gemeente Sparneck, deelstaat Beieren, en telt 110 inwoners (2007).